# Santina Cardoso

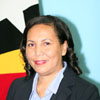
Santina Cardoso

Santina José Rodrigues Ferreira Viegas Cardoso (* 24. November 1975) ist eine parteilose Politikerin aus Osttimor. Von 2015 bis 2017 war sie Finanzministerin des Landes. Das Amt hat sie seit 2023 wieder inne.

## Werdegang
Cardoso schloss im Oktober 2000 ein Wirtschaftsstudium mit der Fachrichtung Wirtschaftswissenschaften und Entwicklung an der Katholischen Universität Widya Mandira im indonesischen Kupang. Direkt im Anschluss arbeitete sie beim Children Recovery and Resilience Program, einer Nichtregierungsorganisation für timoresische Kinder. 2001 begann Cardoso im Arbeitssekretäriat der Verfassunggebenden Versammlung Osttimors. Ende des Jahres folgte eine Anstellung in der öffentlichen Verwaltung des noch unter UN-Verwaltung befindlichen Landes.
Mit dem Regierungsantritt der ersten konstitutionellen Regierung 2002 wechselte Cardoso als Leiterin der Abteilung Planung & Überwachung in das Nationaldirektorat für Planung und Koordination von externer Hilfe (NDPEAC) im Finanzministerium. Aufgrund ihrer Leistungen wurde sie bei der Amtsübernahme der vierten konstitutionellen Regierung 2007 zur Program Implementation Officer (PIO) des Planning and Financial Management Capacity Building Project (PFMCBP) ernannt. Das Fünfjahresprogramm des Finanzministeriums stand unter der Aufsicht der Weltbank. Noch vor dessen Ablaufen wurde Cardoso zur Generaldirektorin für Firmenbetreuungen (DGCS) ernannt und mit der Erstellung des Strategieplans des Finanzministeriums betraut, der sowohl die Personal- als auch die Budgetplanung beinhaltete.
In der V. Regierung wurde Cardoso am 8. August 2012 zur Vizeministerin für Finanzen vereidigt. Seit 2014 vertrat sie interimsmäßig die Finanzministerin Emília Pires, die sich Korruptionsvorwürfen gegenübersah. Am 16. Februar 2015 wurde Cardoso in der VI. Regierung zur Finanzministerin vereidigt. Mit Antritt der VII. Regierung am 15. September 2017 übernahm Rui Augusto Gomes das Amt des Finanzministers.
Am 1. Juli 2023 wurde Cardoso in der IX. Regierung erneut Finanzministerin.